# المعقم (القبيطة)

تعديل مصدري - تعديل

المعقم هي إحدى قرى عزلة كرش بمديرية القبيطة التابعة لمحافظة لحج، بلغ تعداد سكانها 460 نسمة حسب تعداد اليمن لعام 2004.